# Bostic
Bostic és una població dels Estats Units a l'estat de Carolina del Nord. Segons el cens del 2000 tenia 328 habitants.

## Demografia
Segons el cens del 2000, Bostic tenia 328 habitants, 136 habitatges i 93 famílies. La densitat de població era de 145,6 habitants per km².
Dels 136 habitatges en un 35,3% hi vivien nens de menys de 18 anys, en un 52,9% hi vivien parelles casades, en un 11% dones solteres, i en un 30,9% no eren unitats familiars. En el 27,2% dels habitatges hi vivien persones soles el 13,2% de les quals corresponia a persones de 65 anys o més que vivien soles. El nombre mitjà de persones vivint en cada habitatge era de 2,41 i el nombre mitjà de persones que vivien en cada família era de 2,95.
Per edats la població es repartia de la següent manera: un 27,1% tenia menys de 18 anys, un 9,1% entre 18 i 24, un 25% entre 25 i 44, un 24,4% de 45 a 60 i un 14,3% 65 anys o més.
L'edat mediana era de 36 anys. Per cada 100 dones de 18 o més anys hi havia 86,7 homes.
La renda mediana per habitatge era de 28.125 $ i la renda mediana per família de 38.750 $. Els homes tenien una renda mediana de 29.375 $ mentre que les dones 20.455 $. La renda per capita de la població era de 15.454 $. Cap de les famílies i el 4,5% de la població estaven per davall del llindar de pobresa.

## Poblacions més properes
El següent diagrama mostra les poblacions més properes.